# Johann Joachim Schlegel
Johann Joachim Schlegel (* 27. September 1821 in Gutenstetten-Bergtheim im Steigerwald; † 13. April 1890 in Bochum) war ein fränkischer Bierbrauer und gründete 1854 die spätere Schlegel Brauerei AG in Bochum.